# مجموعة ليتر ون
مجموعة LetterOne وتختصر L1 هو مستثمر دولي على أساس الأعمال التجارية في لكسمبورغ. واستثماراته تركز على الاتصالات والتكنولوجيا وقطاعات الطاقة عن طريق وحدتي العمل الرئيسيتان فيه L1 للتكنولوجيا وL1 للطاقة. مجموعة L1 أنشأت على يد ميخائيل فريدمان في 2013 كجزء من عملية أوسع نطاقا لأداة استثمارية جديدة باستخدام العائدات المتأتية من بيع تي إن كي-بي بي.

## مجلس الإدارة
يعتبر مجلس الإدارة لمجموعة L1 هي أعلى هيئة لصنع القرار، وهي المسؤولة عن وضع إستراتيجية الاستثمار واتخاذ القرارات المتعلقة بالاستثمار ويتكون من :
- ميخائيل فريدمان وهو المؤسس ورئيس مجلس الإدارة.
- اللورد دافيز أبيرسوش هو نائب الرئيس التنفيذي.
- جيرمان خان، أليكسي كازميشف، بيتر آفين، أ ندريه كوزوكوف، جوناثان ميور، ديفيد جولد وبافل نازاريان وهم أعضاء المجلس.
- كارل بيلت وهو مستشار المجلس.

## وصلات خارجية
- الموقع الرسمي